# Пётр I (великий герцог Ольденбургский)
Петер Фридрих Людвиг Ольденбургский (нем. Peter Friedrich Ludwig von Oldenburg; 17 января 1755 — 21 мая 1829) — принц-регент Ольденбургский с 6 июля 1785 по ноябрь 1806 (1-й раз), с 8 января 1807 по 10 декабря 1810 (2-й раз) и с 27 ноября 1813 по 2 июля 1823 (3-й раз), князь-епископ Любекский с 6 июля 1785 (с 4 апреля 1803 — князь Любекского княжества). С 2 июля 1823 года — великий герцог Ольденбургский под именем Петера I.

## Биография
Дядя Екатерины II по матери, принц Георг Людвиг Гольштейн-Готторпский, умер в 1763 году, оставив двух сыновей: десятилетнего Вильгельма Августа и восьмилетнего Петра Фридриха Людвига.
Фридрих Август I Ольденбургский принял опеку над своим малолетним племянником, рано потерявшим родителей, и в дальнейшем объявил его своим наследником. Другим его опекуном была его двоюродная сестра Екатерина II. Окончив курс учения в Швейцарии и Италии, 18-летний Петер Фридрих Людвиг в конце 1773 года приехал в Петербург. Он успел принять участие в войне против турок на нижнем Дунае, где отличился в битве при Кагуле.

В 1781 году женился на принцессе Фридерике Вюртембергской, родной сестре императрицы Марии Фёдоровны.
После смерти в 1785 году Фридриха Августа герцогом был объявлен его сын Пётр Фридрих Вильгельм Ольденбургский, но так как он был недееспособным, регентом при нём стал Пётр, его двоюродный брат.
После присоединения к Франции (13 декабря 1810 года) северогерманских земель герцогство Ольденбургское оказалось со всех сторон окруженным французской территорией. Наполеон перед оккупацией атлантического побережья предложил герцогу в качестве компенсации Эрфурт, но царь отсоветовал герцогу соглашаться на это предложение. 30 декабря 1810 года французские войска вторглись в пределы герцогства, а сам принц Ольденбургский был лишён престола. Россия направила Франции резкую ноту протеста.
Герцоги Ольденбургские вернули свой престол в 1813 году, после Венского конгресса. Пётр избрал местом своего пребывания Ойтинскую резиденцию в окрестностях Любека, мечтал обратить её в «северный Веймар». При его дворе жили и работали поэт Клопшток, художник Тишбейн, композитор К. М. Вебер.